# Carl Flemming (Unternehmer)
Carl Flemming, auch Karl Flemming, (* 12. Dezember 1862 in Hannover; † 17. November 1934 in Wiesbaden) war ein deutscher Ingenieur, Unternehmer, Industrieller, Verbandsfunktionär der Ziegel- und Ton-Industrie sowie Konsul.

## Leben

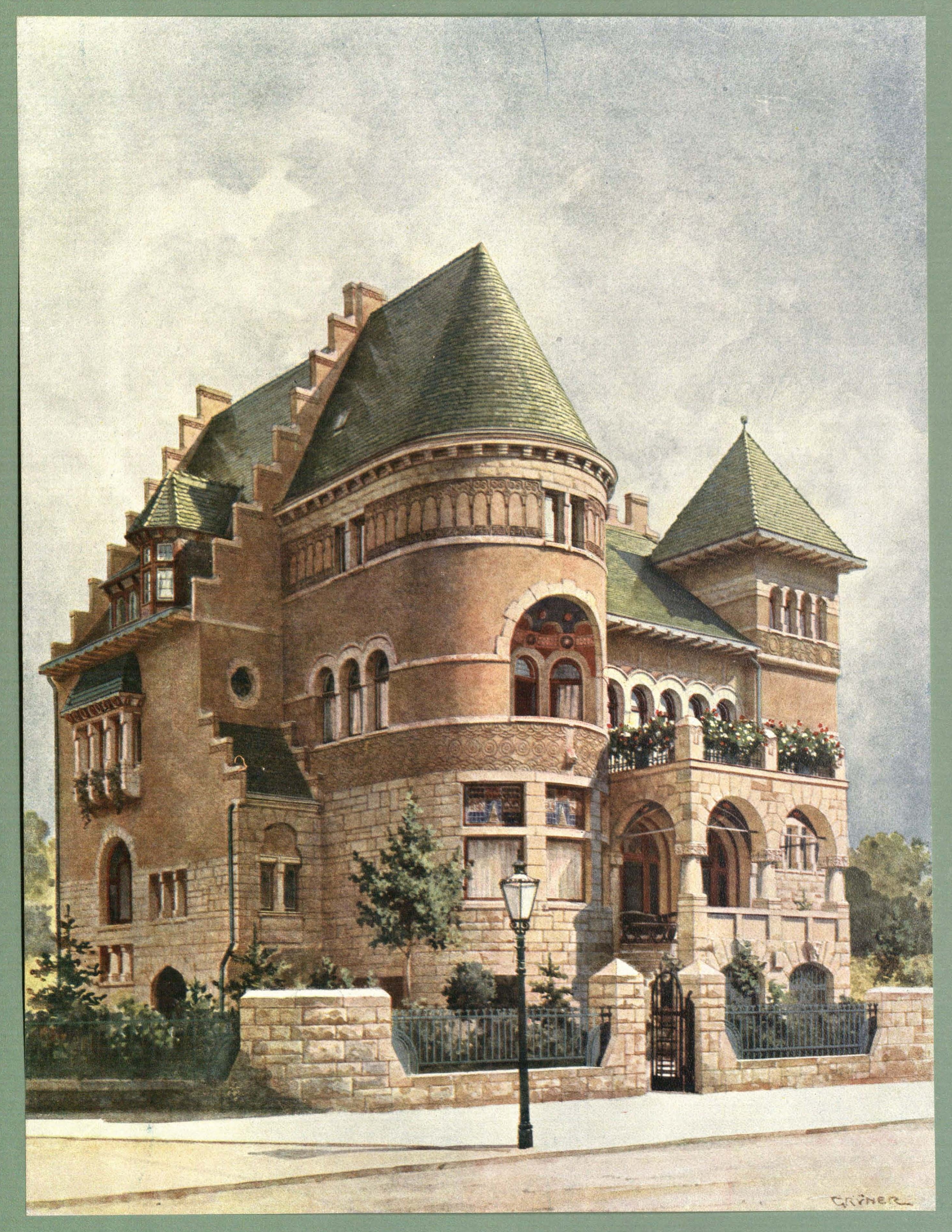
Villa Flemming in Hannover, Tiergartenstraße 45 (nicht erhalten)

Flemming trat Anfang des 20. Jahrhunderts als Unternehmer und Autor in Erscheinung. Über die Gaskoksgroßhandlung Keune, Flemming & Co. mit Sitz in Hannover, die z. B. schon 1903 als Käuferin von 11.000 t Koks auftrat, veröffentlichte er als „Spezialfachmann“ für die Bedienung von Heizkesseln um 1910/1911 eine an Hausbesitzer gerichtete 15-seitige Schrift über den Brennstoff für Zentralheizungs-Kessel, in der er den Gebrauch von Heizungskoks und vor allem Gaskoks empfahl.
Im Jahr 1905 errichtete der hannoversche Architekt Ferdinand Eichwede auf dem damaligen Grundstück Tiergartenstraße 45 (später Hindenburgstraße 45), eine Villa für „Karl Flemming“, über die wenige Jahre später die Wiener Bauindustrie-Zeitung berichtete.
Flemmings am 23. Juni 1891 geborener Sohn Ewald Flemming, der als Leutnant im Husaren-Regiment Nr. 19 gedient hatte, fiel im Ersten Weltkrieg an der Westfront bei der französischen Gemeinde Pierre-Morains. Dem „lieben Sohne“ zum Gedächtnis ließen die Eltern auf dem Stadtfriedhof Engesohde einen Gedenkstein mit einer Skulptur des Bildhauers Georg Herting setzen.
Mitten im Ersten Weltkrieg erteilten Keune, Flemming & Co. dem Oberstadtdirektor Heinrich Tramm auf dessen Bittschriften zur finanziellen Förderung deutscher Künstler teils Absagen, da die Linderung zahlreicher sozialer Nöte in Kriegszeiten vordringlicher wären, teils erbat sich das Unternehmen „im Gegenzug einen Zentner Zucker für ihre Apfelplantage in Kirchrode“.
Bis 1920 betrieb das Unternehmen mit dem Zweck „Ausfuhr von Bergwerkserzeugnissen“ eine Niederlassung in Dresden, Albrechtstraße 12.
In den Jahren nach dem Ersten Weltkrieg importierten Keune, Flemming & Co. Gaskohle aus Amerika mittels Dampfschiffen über den Atlantik; 1920 geriet dabei das mit 7000 t Gaskohle beladene Schiff SS William O'Brien, dessen Ladung für die nord- und die süddeutsche Industrie gedacht war, auf der Fahrt von Hampton Roads nach Rotterdam in Brand und sank. Nach mehreren Tagen wurde die Suche nach der Besatzung aufgegeben, die 36 Menschen blieben vermisst.

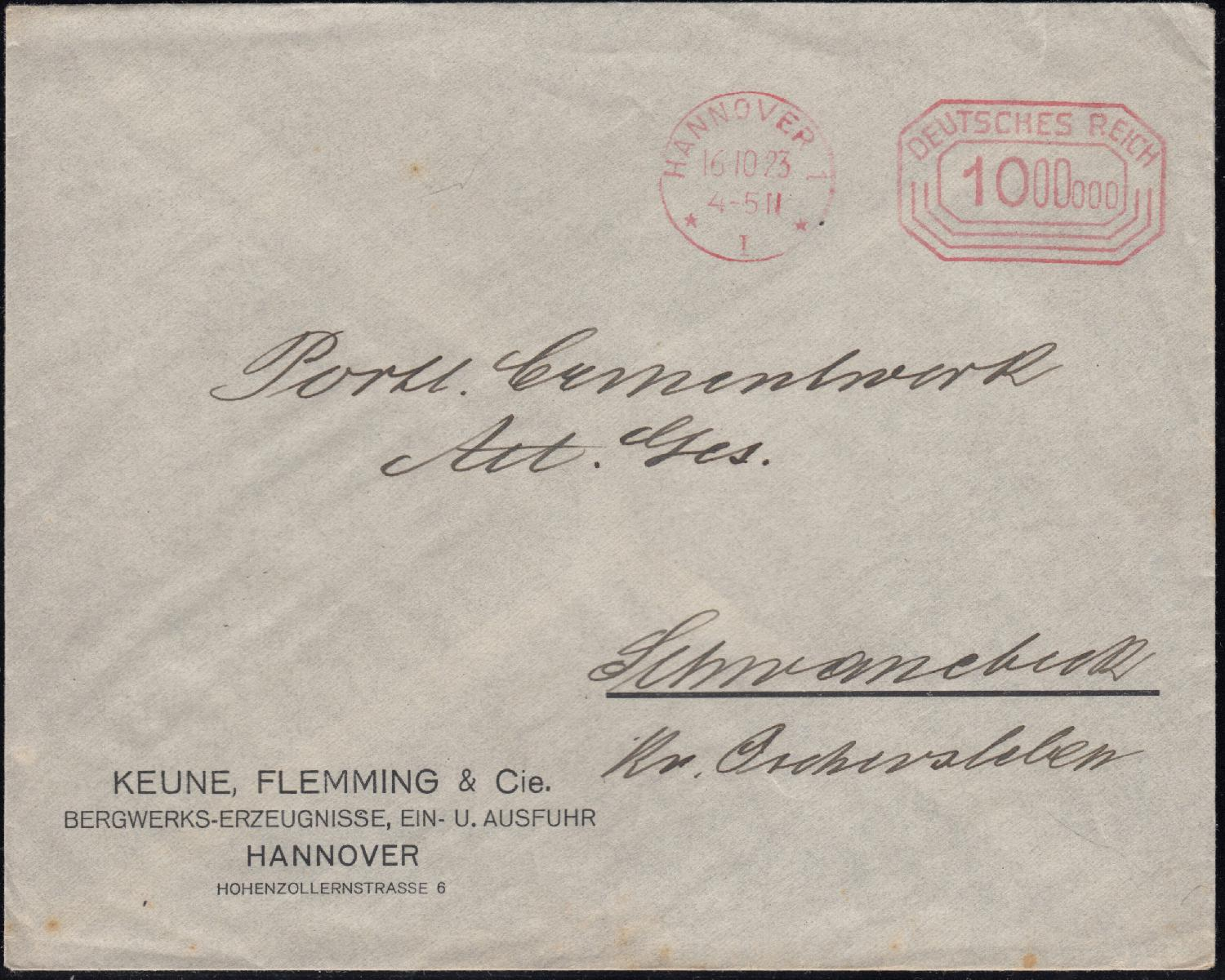
Briefumschlag Keune, Flemming & Cie.

Kurz vor dem Höhepunkt der Hyperinflation ließ Flemming beim Amtsgericht Hannover im Handelsregister unter der Nummer HRA 15767 die in Altwarmbüchen betriebene und nach ihm benannte Dampfziegelei Altwarmbüchen Carl Flemming oHG eintragen, von der noch heute die als Teich erhaltene Flemmingsche Tonkuhle zeugt.
Wenig später erwarb Flemming in Berenbostel bei Garbsen eine  Ziegelei, deren Grundstück ebenfalls als Flemmingsche Tonkuhle bekannt wurde.
Carl Flemming wurde am 24. Dezember 1931 Exequatur erteilt als Wahl-Vizekonsul der Republik Argentinien.
Flemming war zuletzt Mitglied der Fachgruppe Ziegelindustrie, der nach der „Machtergreifung“ durch die Nationalsozialisten vereinheitlichten ehemaligen Verbände der deutschen Ziegel- und Tonindustriellen, in der ab dem 1. Juli 1934 sämtliche Ziegeleien Deutschlands zwangsweise Mitglied sein mussten. Die Fachgruppe war seitdem der Wirtschaftsgruppe Steine und Erden untergeordnet. Bis dahin hatte sich Flemming als Vorsitzender des Bezirks Niedersachsen der Fachgruppe „Verdienste [...] für die deutsche Ziegelindustrie und im Besonderen seiner Heimat Niedersachsen“ erworben.
Flemming starb nach kurzer Krankheit im Alter von knapp 62 Jahren.

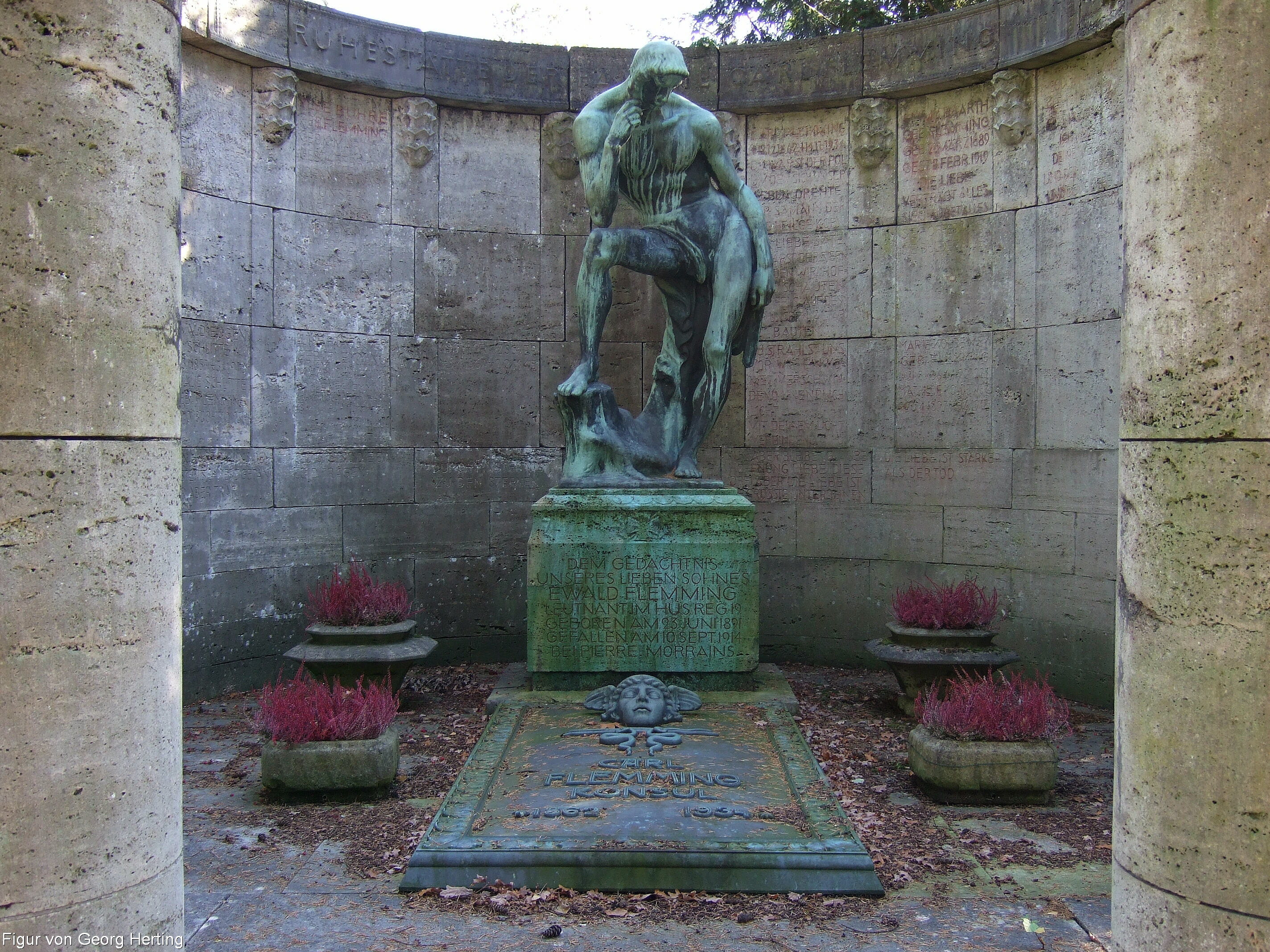
Grabmal der Familie Flemming; architektonische Gestaltung von Karl Siebrecht, Skulptur von Georg Herting für Ewald Flemming, Hermeskopf und abgewandelter Hermesstab für Carl Flemming

Carl Flemming wurde im Familiengrab auf dem Stadtfriedhof Engesohde bestattet.
Das Unternehmen Keune, Flemming & Cie. agierte noch in der Nachkriegszeit in der niedersächsischen Landeshauptstadt und hatte seinen Sitz zeitweilig im Gebäude Bödekerstraße 7.

## Schriften
- Wie bediene ich meinen Heizungskessel, und wie kann ich dabei sparen? (Zentralheizungskoks) o. O. (Hannover?) o. J. (1910?).

## Flemmingstraße
- 1961 wurde im hannoverschen Stadtteil Ledeburg die nach Carl Flemming benannte Flemmingstraße angelegt, die von der Immelmannstraße zu Verdener Straße führt.[1]
- Im Garbsener Stadtteil Berenbostel wurde die Straße, die von der Straßengabelung Auf dem Kampe und Im Fuchsfeld bis zur Bundesstraße 6 am Heidehauswald führt, nach Carl Keune benannt.[20]

## Archivalien
Archivalien von und über Carl Flemming finden sich beispielsweise
- als Akte mit dem Titel Rundschreiben des Absenders Keune, Flemming u. Cie für die Laufzeit von 1892 bis 1920 bei der Stiftung Niedersächsisches Wirtschaftsarchiv in Braunschweig, Archivsignatur WirtA BS NWA 38 Zg. 2010/022 Nr. 279[21]
- als verschiedene Antwortschreiben des Unternehmens Keune, Flemming & Co. an Oberstadtdirektor Heinrich Tramm bezüglich Kunst-Mäzenatentums, Zeitraum 1915 bis 1916; Stadtarchiv Hannover, Archivsignatur StAH HR X.C.7.14[9]